# 斯坦尼斯公众服务中心
斯坦尼斯公众服务中心(the Stennis center for Public Service)是美国国会于1988年创建的联邦立法机构，旨在提高美国的公众服务领导能力。该机构总部位于密西西比州斯塔克韦利，临近密西西比州立大学，并在华盛顿特区国会山有一个办公室。
斯坦尼斯公众服务中心的资金来源是各基金会、公司的捐赠款项。
斯坦尼斯公众服务中心采用一些合作方式来扩大自身鼓励公众服务的能力，与民主与公民权中心和美国前国会议员协会合作，开展一个项目，派出两名前国会议员到全国各地的大学校园里去，向他们宣传公共事务的重要性。该中心还同杜鲁门奖学金基金合作，来提高获奖者的领导能力，这些得奖者应该有参与公众服务事务的热情。

## 职员名单
- 执行主任 Rex G. Buffington, II
- 国内军事项目助理主任 Mary Shields Dewald
- 项目及对外协调   Tricial McBride
- 项目助理主任 William "Brother" Rogers
- 高级合伙人及项目协调  Tom Sliter
- 律师 Frank Sullivan
- 管理助理主任 Anita Winton C.P.A.

## 外部連結
斯坦尼斯公众服务中心官方网址 （页面存档备份，存于）